# جون مينتوف
جون مينتوف (بالإنجليزية: John Mintoff)‏ (23 أغسطس 1988 - ) هو مدرب كرة قدم ولاعب كرة قدم مالطي في مركز الوسط. شارك مع منتخب مالطا لكرة القدم. أما مع النوادي، فقد لعب مع سلايما واندريرز ونادي فلوريانا وMqabba F.C. ‏.

## وصلات خارجية
- جون مينتوف على موقع الاتحاد الأوربي (الإنجليزية)
- جون مينتوف على موقع قاعدة بيانات كرة القدم.إي يو (الإنجليزية)
- جون مينتوف على موقع ناشيونال فوتبول تيمز (الإنجليزية)
- جون مينتوف على موقع Soccerway.com (الإنجليزية)